# Violante (Tiziano)
Violante es un cuadro en óleo sobre tabla (64,5x51 cm) de Tiziano, que data alrededor de 1515 y se conserva en el Museo de Historia del Arte de Viena.

## Historia
La obra formaba parte de la colección veneciana de Bartolomeo della Nave y en 1636 fue vendida al duque de Hamilton, que la llevó a Londres. Más tarde lo compró el archiduque Leopoldo Guillermo de Habsburgo, en 1659, cuyas colecciones luego transfirieron al museo.
El título se refiere a la tradicional identificación con Violante, hija de Palma el Viejo (a la que durante mucho tiempo se atribuyó el trabajo), pero sin ningún fundamento. Un grabado en el Theatrum pictoricum de Teniers de 1660 muestra la pintura de dimensiones mayores, antes de que quizás se cortaran dos tiras en los lados derecho e inferior; en una representación de la galería archiducal del mismo artista, sin embargo, referente alrededor de 1651, las dimensiones son similares a las conocidas.
La atribución a Tiziano corresponde a Roberto Longhi, seguido del Suida y otros. La mujer retratada es muy similar a la santa Catalina de la Sagrada conversación Balbi, así como a la serie de retratos femeninos con una mujer rubia de cabello rizado y largo que comprende a la Mujer ante el espejo del Museo del Louvre, Flora en la Galería Uffizi, la Vanidad en Múnich, Salomé de la Galería Doria-Pamphili y Mujer joven con túnica negra de Viena.

## Descripción y estilo
Una mujer de belleza ideal se asoma por un hipotético parapeto apoyando su brazo izquierdo. El busto y la cara son de tres cuartos, orientados a la derecha, con la mirada buscando la del espectador. El suntuoso vestido, típico de las nobles venecianas, muestra un generoso escote, que realza la belleza del sujeto y le da un fuerte valor sensual.
El matiz delicadísimo, de derivación giorgionesca, se refiere a la fase juvenil del artista.